# Conor Daly
Conor J. Daly (Noblesville, 15 dicembre 1991) è un pilota automobilistico statunitense.
È figlio dell'ex pilota irlandese di Formula 1 e CART, Derek Daly.

## Carriera

### Kart
All'età di 10 anni, iniziò a correre in kart e nel 2006 vinse la WKA (World Karting Association) Grand Nationals. Passò alle monoposto nel 2007, correndo nella Skip Barber National Championship nel 2008, ottenendo il 1º posto con cinque vittorie in quattordici gare, e nella Formula Ford.
Il 10 ottobre, Daly finì 2º all'evento di kart RoboPong 200 all-star al New Castle Motorsports Park con il compagno Graham Rahal. Concluse 2º dietro alla coppia formata da Jay Howard e Bill McLaughlin Jr.. Will Power e il pilota ALMS Simon Pagenaud arrivarono quarti.

### Star Mazda Championship
Nel 2009 partecipò allo Star Mazda Championship per l'Andersen Racing e finì 3º in classifica con una vittoria al New Jersey Motorsports Park. Tornò nel campionato nel 2010, guidando per la Juncos Racing. Divenne campione dopo aver finito nella top 4 in ognuna delle dodici gare precedenti a quella in cui raggiunse il titolo, a Mosport Park il 28 agosto 2010. Mise a segno anche una serie record di nove pole position e sette vittorie nel corso del campionato.

### Indy Lights
Nel 2011, Daly partecipò all'Indy Lights series con la Sam Schmidt Motorsports. Il suo miglior risultato della stagione fu una vittoria a Long Beach.

### GP3 Series
Insieme ai suoi impegni nella serie Indy Lights, Daly partecipò alla GP3 Series 2011 con la Carlin Motorsport.
Per il 2012, Daly continuò in GP3 Series guidando per la Lotus GP. Ottenne la sua prima vittoria in GP3 al secondo appuntamento della stagione a Barcellona. In gara-2 a Monaco, entrò in contatto con la vettura danneggiata di Dmitrij Suranovič all'uscita del tunnel e l'impatto gli fece fare una capriola di 360° in aria e dopo la caduta la direzione gara fermò la corsa con una bandiera rossa. Suranovič fu squalificato.
Nel 2013 disputò il campionato con lo stesso team, in quella stagione noto come ART Grand Prix, totalizzando sei podi, di cui una vittoria a Valencia, e terminando al terzo posto in classifica con 126 punti.

### Formula 1
Nel maggio 2012, Daly fece un test in rettilineo per la Force India all'Aeroporto di Cotswold, in Inghilterra.

### MRF Challenge
Tra il 2012 e il 2013 Daly partecipò all'MRF Challenge Formula 2000 in India, vincendo tre gare e il campionato.

### GP2 Series

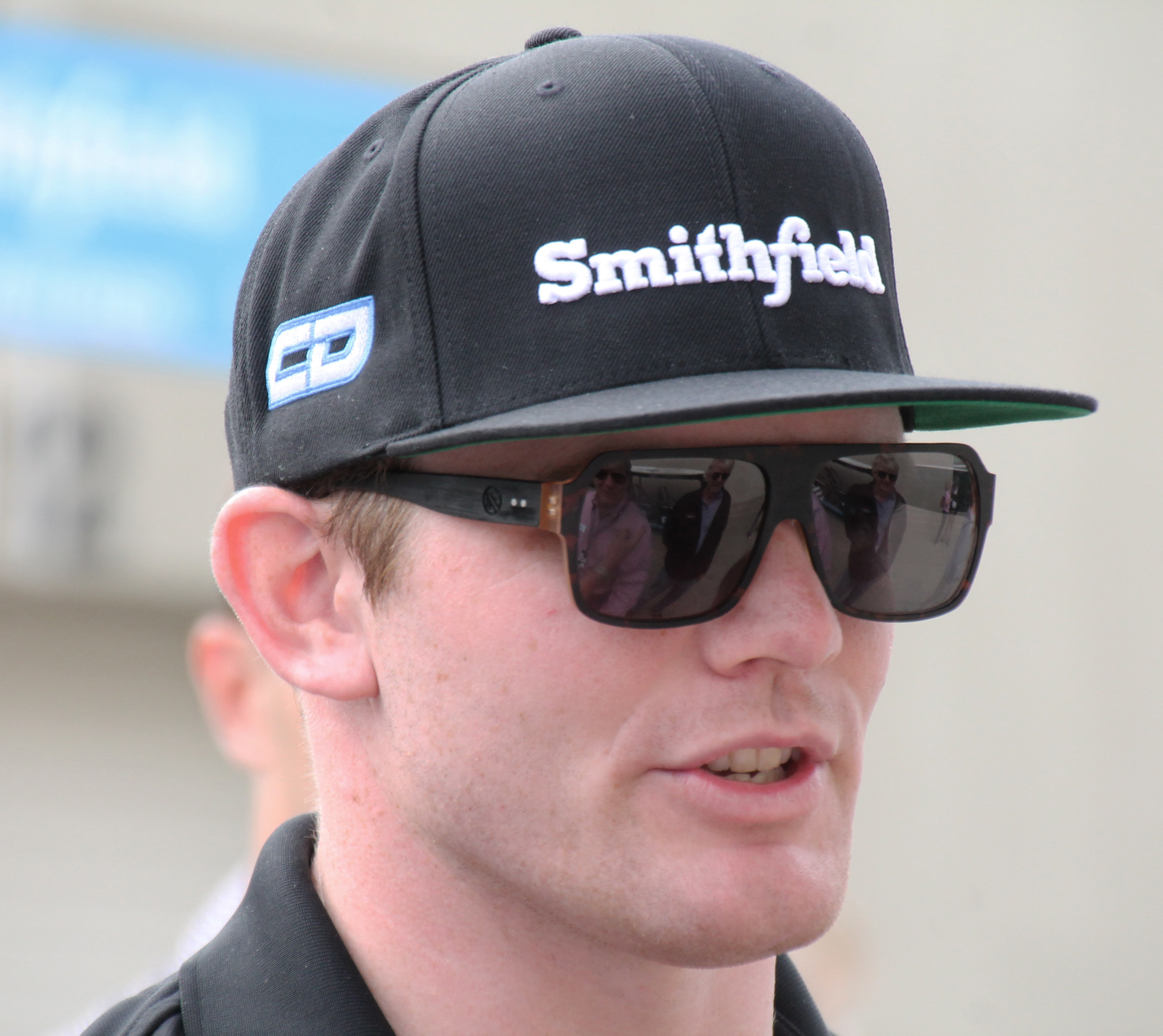
Daly nel 2015

Per il 2013, venne messo sotto contratto dalla Hilmer Motorsport insieme a Pål Varhaug per correre nella GP2 Series 2013. Per il round del Bahrain, il secondo stagionale, venne sostituito dall'olandese Robin Frijns e in seguito fece ritorno alla GP3. Nelle due corse disputate marcò due punti, che gli valsero la 26ª posizione finale.

### IndyCar Series
Nel 2013 partecipa alla 97ª edizione della 500 Miglia di Indianapolis terminando la gara al 22º posto. Dal 2015 partecipa regolarmente al campionato della IndyCar Series col team A.J. Foyt Enterprises ottenendo, come migliore prestazione, due piazzamenti nella top 5 nella stagione 2016 e terminando il campionato al 18º posto. 

## Risultati

### Sommario
| Anno | Serie                        | Team                    | Gare | Vittorie | Pole | Gpv | Podi | Punti | Pos. |
| ---- | ---------------------------- | ----------------------- | ---- | -------- | ---- | --- | ---- | ----- | ---- |
| 2009 | Star Mazda Championship      | Andersen Racing         | 13   | 1        | 1    | 3   | 6    | 416   | 3º   |
| 2010 | Star Mazda Championship      | Juncos Racing           | 13   | 7        | 9    | 7   | 12   | 539   | 1º   |
| 2011 | Indy Lights                  | Sam Schmidt Motorsports | 5    | 1        | 1    | 2   | 2    | 145   | 13º  |
| 2011 | GP3 Series                   | Carlin Motorsport       | 16   | 0        | 0    | 0   | 0    | 10    | 17º  |
| 2012 | GP3 Series                   | Lotus GP                | 16   | 1        | 0    | 0   | 5    | 106   | 6º   |
| 2012 | MRF Challenge – Formula 2000 | MRF Challenge           | 10   | 4        | 0    | 1   | 6    | 164   | 1º   |
| 2013 | GP2 Series                   | Hilmer Motorsport       | 2    | 0        | 0    | 0   | 0    | 2     | 26º  |
| 2013 | GP3 Series                   | ART Grand Prix          | 16   | 1        | 1    | 1   | 6    | 126   | 3º   |

### Risultati in GP3 Series
(legenda) (Le gare in grassetto indicano la pole position) (Gare in corsivo indicano Gpv)
| Anno | Team              | 1          | 2          | 3          | 4           | 5          | 6           | 7          | 8         | 9         | 10        | 11         | 12         | 13          | 14        | 15        | 16          | Punti | Pos. |
| ---- | ----------------- | ---------- | ---------- | ---------- | ----------- | ---------- | ----------- | ---------- | --------- | --------- | --------- | ---------- | ---------- | ----------- | --------- | --------- | ----------- | ----- | ---- |
| 2011 | Carlin Motorsport | TUR FEA 21 | TUR SPR 25 | ESP FEA 21 | ESP SPR 22  | VAL FEA 12 | VAL SPR 7   | GBR FEA 13 | GBR SPR 7 | GER FEA 6 | GER SPR 8 | HUN FEA 13 | HUN SPR 11 | BEL FEA 5   | BEL SPR 7 | ITA FEA 6 | ITA SPR Rit | 10    | 17º  |
| 2012 | Lotus GP          | ESP FEA 6  | ESP SPR 1  | MON FEA 23 | MON SPR Rit | VAL FEA 11 | VAL SPR Rit | GBR FEA 5  | GBR SPR 2 | GER FEA 2 | GER SPR 3 | HUN FEA 6  | HUN SPR 9  | BEL FEA 7   | BEL SPR 3 | ITA FEA 4 | ITA SPR 11  | 106   | 6º   |
| 2013 | ART Grand Prix    | ESP FEA 3  | ESP SPR 5  | VAL FEA 1  | VAL SPR 8   | GBR FEA 22 | GBR SPR Rit | GER FEA 10 | GER SPR 9 | HUN FEA 2 | HUN SPR 8 | BEL FEA 2  | BEL SPR 2  | ITA FEA Rit | ITA SPR 8 | ABU FEA 4 | ABU SPR 3   | 126   | 3º   |

### Risultati in GP2 Series
(legenda) (Le gare in grassetto indicano la pole position) (Gare in corsivo indicano Gpv)
| Anno | Team              | 1          | 2         | 3       | 4       | 5       | 6       | 7       | 8       | 9       | 10      | 11      | 12      | 13      | 14      | 15      | 16      | 17      | 18      | 19      | 20      | 21      | 22      | Punti | Pos. |
| ---- | ----------------- | ---------- | --------- | ------- | ------- | ------- | ------- | ------- | ------- | ------- | ------- | ------- | ------- | ------- | ------- | ------- | ------- | ------- | ------- | ------- | ------- | ------- | ------- | ----- | ---- |
| 2013 | Hilmer Motorsport | MYS FEA 13 | MYS SPR 7 | BHR FEA | BHR SPR | ESP FEA | ESP SPR | MON FEA | MON SPR | GBR FEA | GBR SPR | GER FEA | GER SPR | HUN FEA | HUN SPR | BEL FEA | BEL SPR | ITA FEA | ITA SPR | SGP FEA | SGP SPR | ABU FEA | ABU SPR | 2     | 26º  |